# Cirit
Cirit, auch Cavgan genannt, ist ein jahrhundertealtes türkisches Reiterspiel, das die Türken von Mittelasien nach Anatolien brachten.
Auch andere Türkvölker spielen diesen Mannschaftswettkampf zu Pferde.

## Geschichte

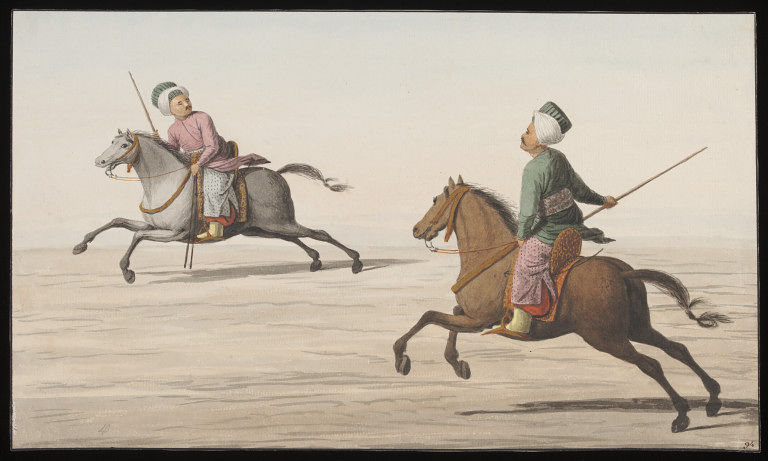
Abbildung zweier Cirit-spielender Männer, 1809

Durch Alp Arslan wurde das Spiel in ganz Anatolien bekannt. Später wurde es auch in europäischen und arabischen Ländern gespielt. Das Ciritspiel war im 17. Jahrhundert auch in Frankreich, Deutschland etc. verbreitet. Für die Asien-Türken war das Ciritspiel das größte Zeremonien- und Sportspiel. Es hat sich aus der Verwendung des typischen kurzen Wurfspeeres (Cirit) der osmanischen Reiterei entwickelt.
Für die osmanischen Türken war es im 16. Jahrhundert ein Kriegsspiel. Im 19. Jahrhundert war es ein weit verbreitetes Schau- und Sportspiel im ganzen Osmanischen Reich und in den Palästen. Eine Zeit lang wurde es 1826 von Sultan Mahmud II. verboten, weil es gefährlich war. Nach dem Tode von Mahmud II. wurde es wieder im ganzen Reich gespielt.
Das Spiel wird nur noch in Usak, Balikesir, Söğüt, Konya, Erzurum und Bayburt gespielt. Vor 40 Jahren spielte man das Spiel noch fast in allen Ecken Anatoliens. Besonders während Hochzeiten und Festen von Dorfjungen oder in Provinzstädten wird das Spiel sehr gern gespielt. Von Sinop bis Gaziantep, von Bursa bis Antalya und überall in Anatolien, ist Cirit ein Heldenspiel wie der türkische Ringkampf auch. Das Spiel wird mit traditionellen türkischen Trommeln (Davul) und Flöten (Zurna) begleitet. Auch im Iran, Afghanistan, Aserbaidschan, Turkmenistan, Kasachstan, Usbekistan, China, Tibet und Turkestan, wo Turkvölker beheimatet sind, wird das Spiel gespielt. Cirit wird jedes Jahr anlässlich der Ertuğrul-Gazi-Zeremonien am zweiten Septembersonntag in Söğüt sowie in Erzurum, Kars und Bayburt anlässlich verschiedener Feierlichkeiten gespielt.

## Ablauf und Regeln
Das Spiel spielt man mit zwei Mannschaften. Zwei Mannschaften von Reitern in traditionellen Anzügen reihen sich in Sechser-, Achter- oder Zwölfergruppen an die beiden Enden eines 70 bis 120 Meter breiten Platzes auf. Mit der rechten Hand halten sie einen Speer (türk. Cirit). Eine Mannschaft beginnt und ein Spieler der Mannschaft nähert sich der anderen Mannschaft um 30–40 m. Dann ruft er den Namen eines Spielers, das bedeutet, er lädt den gerufenen Spieler zur Platzmitte ein. Der Herausforderer wirft diesem Spieler den Speer zu und kehrt zurück. Der ausgewählte Spieler muss nun den anderen zurückgekehrten Spieler verfolgen und wirft dann seinen Speer, der von einem anderen Spieler seiner Mannschaft begrüßt wird, und versucht sofort wieder zurückzukehren. Nun wird er verfolgt und mit dem Speer beworfen.
Wenn ein Spieler den Gegner trifft, bekommt seine Mannschaft einen Punkt. Falls er das Pferd trifft, wird seiner Mannschaft ein Punkt abgezogen. Der Verfolgte versucht sich während des Reitens zu verstecken, entweder hinter die linke oder rechte Seite des Pferdes oder er hängt sich bis zu dem Bauch des Pferdes herunter.
Man braucht für dieses Spiel enorme Ausdauer und überdurchschnittliche Bewegungsfähigkeit. Manchmal wird ein Spieler 3–4 Mal bei einem Zug getroffen, somit kann man mehrere Punkte auf einmal holen. Es kann auch zu schweren Verletzung kommen, wenn man die Ohren oder Augen trifft. Bei einem Todesfall gibt es keine Anklage vonseiten der Familie des Geschädigten. Die Spieler werden als Helden gefeiert. Die Familie ist sogar stolz auf einen im Wettkampf verlorenen Sohn. Heute benutzt man Speere aus leichtem Pappelholz, um die Verletzungsgefahr zu verringern, früher verwendete man Dattelpalmen- oder Eichenholz. Außerdem wird dem Speer die Oberfläche geglättet und ihm eine zylindrische Form gegeben. Sie sind 70–100 cm lang und 2–3 cm breit.
Richter sind alte Cirit-Veteranen, die auch das Ergebnis bekanntgeben. Bei verfeindeten Spielern wird darauf geachtet, dass sie in einer Mannschaft spielen. Nach dem Spiel wird traditionell ein Festessen gegeben. Das Spiel hört mit einem großen Fest mit Musik (Davul und Zurna), und traditionellen Tänzen (Gowend, Zeybek, Ciftetelli) auf.